# Eupithecia septentrionalis
Eupithecia septentrionalis är en fjärilsart som beskrevs av Karl Dietze 1913. Eupithecia septentrionalis ingår i släktet Eupithecia och familjen mätare. Inga underarter finns listade i Catalogue of Life.